# Włodzimierz Buczek

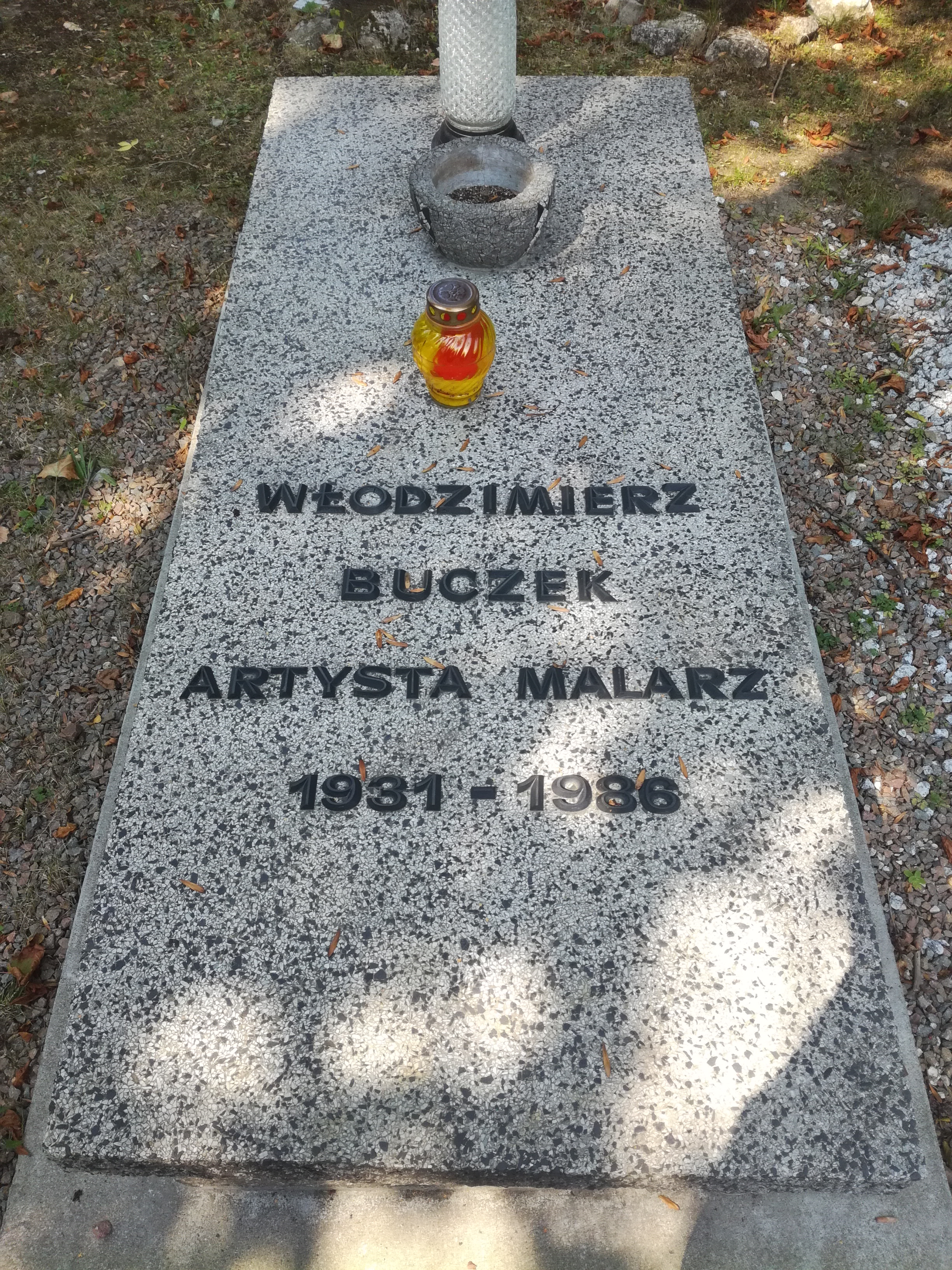
Grób Włodzimierza Buczka na cmentarzu Rakowickim

Włodzimierz Buczek (ur. 12 września 1931 w Zawierciu, zm. 22 lipca 1986) – polski malarz, grafik i pedagog.

## Życiorys
W latach 1950–1956 studiował w Akademii Sztuk Pięknych w Krakowie w pracowni Macieja Makarewicza i Konrada Srzednickiego. W 1955 brał udział w Ogólnopolskiej Wystawie Młodej Plastyki „Przeciw wojnie – przeciw faszyzmowi” w Warszawie. Należał do grupy artystycznej "MARG". W latach 1968–1971 był przewodniczącym Polskiego Komitetu Międzynarodowego Stowarzyszenia Sztuk Plastycznych przy UNESCO. Był wykładowcą Akademii Sztuk Pięknych w Krakowie. Wśród jego studentów byli m.in. Barbara Bandurka, Wojciech Ćwiertniewicz, Marek Bieleń, Maria Malczewska-Bernhardt, Jerzy Martynów, Janusz Szpyt, Władysław Talarczyk i Józef Zelek. Ulubionymi gatunkami malarskimi Buczka były pejzaż (Kazimierz Dolny, Kopenhaga, Narwik) i martwa natura.
6 listopada 1951 wstąpił do PZPR. Pełnił funkcje I sekretarza POP PZPR przy ASP i krakowskim oddziale ZPAP oraz członka Komitetu Dzielnicowego PZPR w Krakowie-Zwierzyńcu. Od 16 listopada 1968 do listopada 1971 był zastępcą członka KC PZPR. W 1984 otrzymał Medal 40-lecia Polski Ludowej.
Pochowany w alei zasłużonych cmentarza Rakowickiego w Krakowie (kwatera LXIX pas C-1-2).